# Al Munteanu
Alwin „Al“ Munteanu (* 16. August 1967) ist ein deutscher Filmproduzent. 2002 gründete er in München den Filmverleih SquareOne Entertainment.

## Leben
Al Munteanu studierte an der University of Maryland und der Ludwig-Maximilians-Universität München. Er war zunächst im Radio und Fernsehen als Moderator tätig und arbeitete unter anderem für Sender wie Musicbox, MTV Europe, Tele 5 und RTL. Bei letzterem moderierte er 1992 kurzzeitig die Spielshow Glück am Drücker. Im gleichen Jahr gründete er The Entertainment Council, mit dem er Radio- und Fernsehproduktionen umsetzte.
Ab dem Jahr 1994 begann Munteanu mit der Produktion von Spielfilmen, wobei er mehrheitlich als Executive Producer fungierte. Im Jahr 2000 wurde er Vorstand der New Legend Media AG, die verschiedene Filmprojekte entwickelte, finanzierte und produzierte. Nachdem der geplante Börsengang des Unternehmens 2002 platzte, wurde das Unternehmen liquidiert.
2002 gründete Munteanu dann das Unternehmen SquareOne Entertainment, mit dem er sich zunächst auf den Filmlizenzhandel konzentrieren wollte. Das Unternehmen erwarb jedoch auch bald erste Rechte für den Verleih internationaler Produktionen. Für die Kinoauswertung kooperierte SquareOne bei vielen Projekten mit dem Universum Filmverleih.
Gelegentlich hält Munteanu an der Hochschule für Fernsehen und Film München und der britischen National Film and Television School Gastvorlesungen. Er ist verheiratet und Vater dreier Kinder.

## Filmografie (Auswahl)
- 1998: Dark Harbor – Der Fremde am Weg (Dark Harbor)
- 1998: Bedrohliche Begierde (Exposé)
- 1999: 36 Stunden bis zum Tod (36 Hours to Die, Fernsehfilm)
- 2001: The Unsaid – Lautlose Schreie (The Unsaid)
- 2001: Der vierte Engel (The Fourth Angel)
- 2002: You Stupid Man
- 2005: Bob der Butler (Bob the Butler)
- 2006: The Marsh
- 2011: Ironclad – Bis zum letzten Krieger (Ironclad)
- 2013: Wie in alten Zeiten (The Love Punch)
- 2014: Reclaim – Auf eigenes Risiko (Reclaim)
- 2016: Zeit für Legenden (Race)
- 2019: Unheimlich perfekte Freunde
- 2022: Euer Ehren (Fernsehserie)
- 2022: Totenfrau (Fernsehserie)